# 東急8000系電車
東急8000系電車（とうきゅう8000けいでんしゃ）は、かつて東京急行電鉄（現・東急電鉄）に在籍していた通勤形電車。
東急での運用終了後は伊豆急行とインドネシアの鉄道会社であるPT. Kereta Api（KRLジャボデタベック）に売却されたが、本記事では後者のみ扱う（伊豆急行への譲渡車は伊豆急行8000系電車の記事を参照のこと）。
東急では、編成呼称の際に渋谷・大井町方先頭車の車両番号を使用している。このため、本記事では渋谷・大井町方先頭車の車両番号を編成名表記（例：8001F、末尾の「F」は編成を意味するFormationの頭文字）として扱う。

## 概要
東急では初の20 m車で、量産車で日本初となるワンハンドルマスコン、電気指令式ブレーキを採用した車両で、東急の主力車として大量に増備された。輸送力増強および東横線に残存していた旧型吊り掛け駆動車の置き換えも本系列により行われた。機器などがほぼ同じとなる広義の8000系としては677両が製造された。
なお、広義の8000系は、
- 8500系
- 8090系・8590系

の3系列も含めるが、ここでは狭義の8000系のみを解説する。

## 車両概説

### 外観
1962年（昭和37年）登場の7000系電車以来の流れを汲むアメリカ・バッド社のライセンスによるオールステンレス車で、機能最優先な直線基調の形態である。輸送力増強と将来の新玉川線での使用を念頭に、東急では初の20 m級・両開き4ドア車体となり、以降の同社の標準となった。
製造当初からしばらくの間、車体はステンレスの地色のままであったが、1988年（昭和63年）の春から夏にかけて先頭車の前面に赤帯が配された。

### 主要機器
制御系には回生制動が可能な他励界磁チョッパ制御方式を世界で初めて実用化し、また、運転台操作系には、量産車としては日本初となる、マスコンハンドルとブレーキレバーを一体化した「ワンハンドルマスコン」が採用されている。
ワンハンドルマスコンの操作法については、押して制動・引いて力行と、馬の御し方に基づいた押して力行・引いて制動の2案があり、最終的には前者に決定したが、これが“人間工学に基づいたシステム”と評価された。日本の鉄道車両は以降輸入車を除いてこの方式を踏襲している。また、ワンハンドル方式の運転台自体は高松琴平電気鉄道の10000形や帝都高速度交通営団（現・東京地下鉄）の6000系試作車などにも試験的に採用されていたが、普及することはなかった。
他にも、応答性に優れ、当時最先端であった電気指令式ブレーキを装備し、補助電源供給には、保守に手間のかかる従来の電動発電機（MG） に代え、静止形インバータ（SIV）を採用するなどの特徴が見られる。
主電動機は複巻電動機のTKM-69形で、日立製作所・東洋電機製造二社の競作だが、後に東京芝浦電気（現・東芝）が加わる。12次車からは絶縁種別をH種からC種に変更し、電機子直径を20 mm、電動機外径を35 mm縮小して1台あたり65 kgの小型軽量化を図ったTKM-80形（いずれも端子電圧375 V時130 kW）を使用する。
主回路制御方式は界磁チョッパ制御で、主制御器は日立製作所製のMMC-HTR-20A形（直列13段・並列11段・回生15段）である。田園都市線用として登場した5次車（8043F - 8051F）は4両編成で落成した。該当編成に組み込まれたデハ8100形8143 - 8147は離線対策として、パンタグラフ2基（通常は1基）搭載で製造され、主制御器は仕様変更したMMC-HTR-20C形に（カム数は同じ）、主抵抗器は通常の8個から10個に増設されている。また断流器とは別に高速度遮断器が設置された（それ以前の車両も追加設置）。5両に増車された後もしばらくはパンタグラフ2基のままであったが、後に下り方のパンタグラフが撤去されている。
6次車以降は主抵抗器が8個に戻されている。12次車以降の主制御器は制御段数を増やして乗り心地の改善を図ったMMC-HTR-20F形（直列15段・並列13段・回生14段）に変更した。
ユニットを組まないデハ8100形は、端子電圧の関係上、主電動機が永久直列接続となり、本来22 km/h まで作動する回生制動が45 km/h で失効するという欠点があり、その解消のため1982年（昭和57年）にデハ8400形が9両製造された。主電動機TKM-80からTKM-82（端子電圧750 V時130 kW）に変更し、4個モーターによる直並列制御を可能にし、回生制動が22 km/hまで作動するようになった。後に7両がデハ8100形へと改造されている。改造により不要となった機器は8090系のデハ8490形に再用された。

### 台車
台車はほぼ7200系のものを踏襲しており、動力台車はTS-807形、付随台車はパイオニアIII系のPIII-708形である。TS-807形の基礎ブレーキは片押し式踏面ブレーキ方式、軸距は7200系の2,100 mmから2,200 mmに延長した。一方、PIII-708形の基礎ブレーキは1軸1ディスクのディスクブレーキ方式（後に1軸2ディスク化改造）、軸距は2,100 mmである。
6次車からはISOねじを使用したTS-807M形に、10次車からは側梁をプレス加工として、台車枠が丸みを帯びたTS-807A形に変更された。11次車では新たに付随車サハ8300形が登場し、こちらは動力台車に準じた構造のTS-815A形台車を使用した。ただし、この台車は主電動機の取り付けが不可能なため、デハ8200形の改造時に新製したTS-807A形動力台車に交換された。余剰となったTS-815A形台車は、同時期に新製した8000系17次車の付随台車（8500系8635F・8636F、8090系8087F・8089Fの制御車または付随車）に流用された。
PIII-708形については乗り心地に難があり、1990年から1993年にかけて動力台車に準じた構造のTS-815F形に交換された。余剰となったPIII-708形台車は、7200系クハ7500形（同形式の台車の基礎ブレーキは1軸1ディスクのディスクブレーキ。PIII-708形台車は1軸2ディスク）に流用された。

### 冷房装置

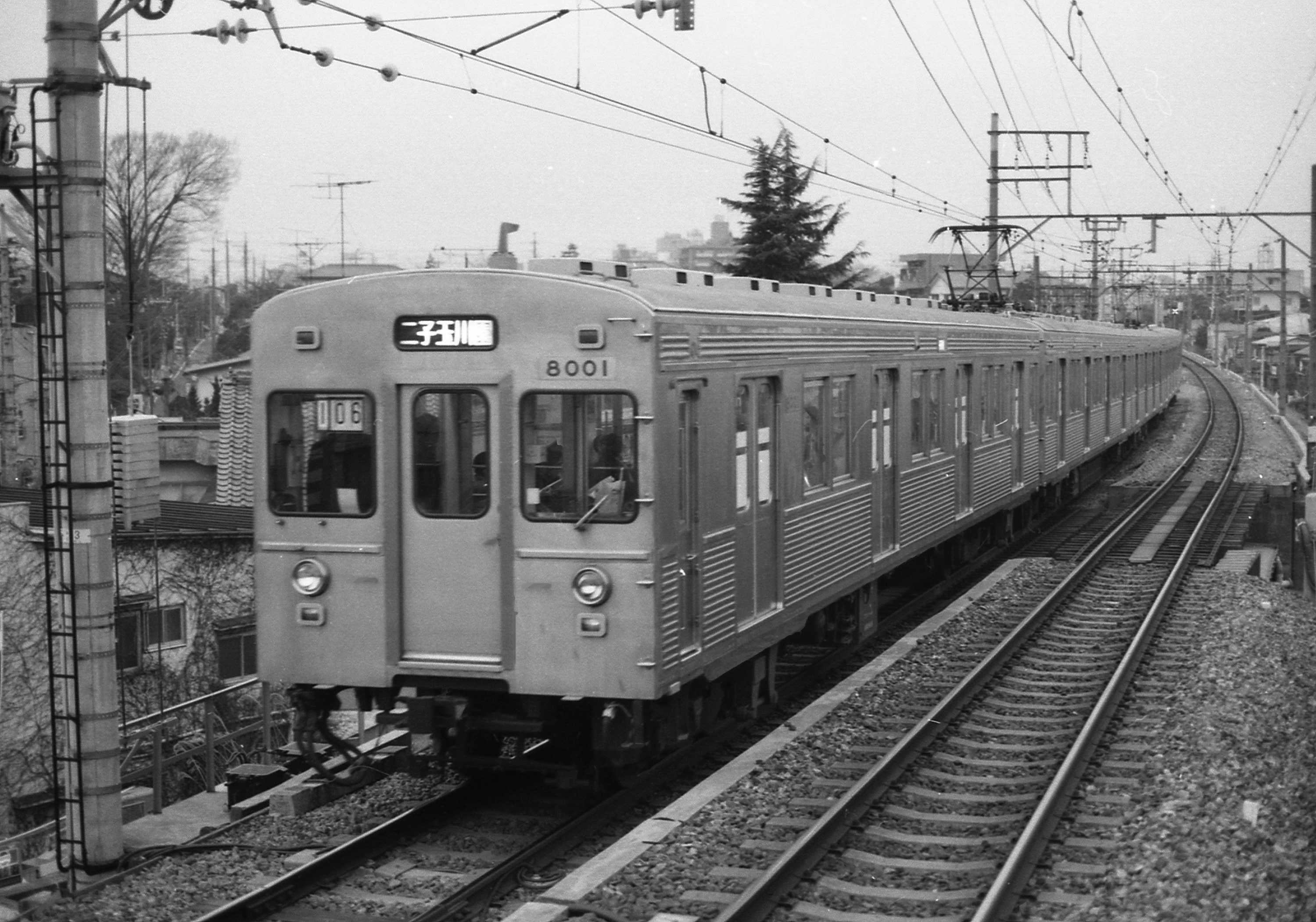
8001F非冷房時代
（1985年 緑が丘駅）

1次車（8001F - 8009F・5両編成5本）は冷房装置なしの非冷房車で登場した。この時の屋根上にはベンチレーター（通風器）が搭載されていた。2次車（8011F - ）からは屋根上に冷房装置の外キセ（カバー）のみを装着した「冷房準備車」として登場した。これは冷房車のように見えるが、実は非冷房車であることから、俗に「ニセ冷房車」「空（くう）ラー車」などと呼ばれた。これらの車両は後に本来の設計通り、冷房装置を搭載する改造がされている。
2次車最後の8019F（5両編成）は東急初の冷房装置搭載車として1971年（昭和46年）5月19日より運転に入った。その後は4次車（8031F - 8041F・5両編成6本・冷房準備車）や5・6次車の8200形を除きすべて新製時より冷房装置を搭載している。
冷房装置は東京芝浦電気（現・東芝）製のRPU-2204形（冷房能力8,000 kcal/h・三相交流200V電源）を屋根上に4基を搭載する。冷房電源として渋谷寄り先頭車のクハ8000形奇数番号車の床下には140 kVA容量の電動発電機（MG）の配線や取り付け部が準備工事されていた（8019Fからは本搭載）。この140 kVA-MGは当時想定されていた最大6両編成分の給電能力を有する。冷房装置本体は、10次車以降は低騒音タイプのRPU-2204A形に、15次車以降（本系列では8256・8169号のみ）は低騒音と省エネルギー型のRPU-2204AJ形となる。冷房装置の更新時に、初期車でもRPU-2204AJ形に更新された車両もある。
1980年（昭和55年）夏からは東横線の本系列の7両編成化が始まり、新形式サハ8300形の増備が始まった。これに伴い冷房電源の容量が不足することから、新玉川線用に中間車として使用していた車両では両先頭車に搭載した140 kVA-MGが活かされた。サハ8300形は当初より2両分の給電能力を有する50 kVA GTO-静止形インバータ（SIV）が準備工事されており、最終的には非冷房の8007F・8009Fに組み込まれていたサハ8301・8304を除いて50 kVA GTO-SIVが搭載された。
冷房準備車が1970年代中期に冷房装置が搭載されたのに対し、1次車はこれより遅く1985年 - 1987年に冷房化が実施したため、冷房電源は170 kVA容量のGTO-SIVである。
- 運転台コンソール
（写真は伊豆急行クモハ8250形）
- 左上はバッドとの契約を示すプレート
（伊豆急行クハ8000形）
- 電照式自動広告装置の撤去跡
（伊豆急行クモハ8250形）

車体高さ
|            | 屋根高さ | クーラーキセ高さ | パンタグラフ 折りたたみ高さ | 該当車両                                                                            |
| ---------- | -------- | ---------------- | --------------------------- | ----------------------------------------------------------------------------------- |
| 非軽量車   | 3,685 mm | 4,115 mm         | 4,145 mm                    | 下記以外                                                                            |
| 軽量車体   | 3,675 mm | 4,100 mm         | 4,145 mm                    | デハ8156以降、デハ8400 デハ8252・8253・8256、 製造時サハ8306 - 8308→デハ8262 - 8264 |
| 軽量試作車 | 3,655 mm | 4,085 mm         |                             | 製造時デハ8401・8402→8254・8255                                                     |

1. ↑  クハ8000形PIII-708形台車使用時は3,670 mm。
2. ↑  クハ8000形PIII-708形台車使用時は4,100 mm。
3. ↑  1次車非冷房車の通風器高さ3,820 mm（クハ8000形）、3,835 mm（デハ8100形・8200形）。

車両重量
|          | 非冷房車 （非軽量車） | 冷房車 （非軽量車）               | 冷房車 （軽量車体） | 備 考                   |
| -------- | --------------------- | --------------------------------- | ------------------- | ----------------------- |
| クハ8000 | 22.5 t                | 26.6 t（MG付） 23.3 t（MGなし）   | （なし）            |                         |
| デハ8100 | 33.5 t                | 34.3 t                            | 32.7 t              |                         |
| デハ8200 | 35.5 t 33.5 t         | 36.3 t 34.3 t                     | 34.3 t 32.3 t       | 上段補機2台 下段補機1台 |
| サハ8300 | （なし）              | 24.6 t（SIVなし） 27.3 t（SIV付） | 25.9 t（SIV付）     |                         |
| デハ8400 | （なし）              | （なし）                          | 32.7 t              |                         |

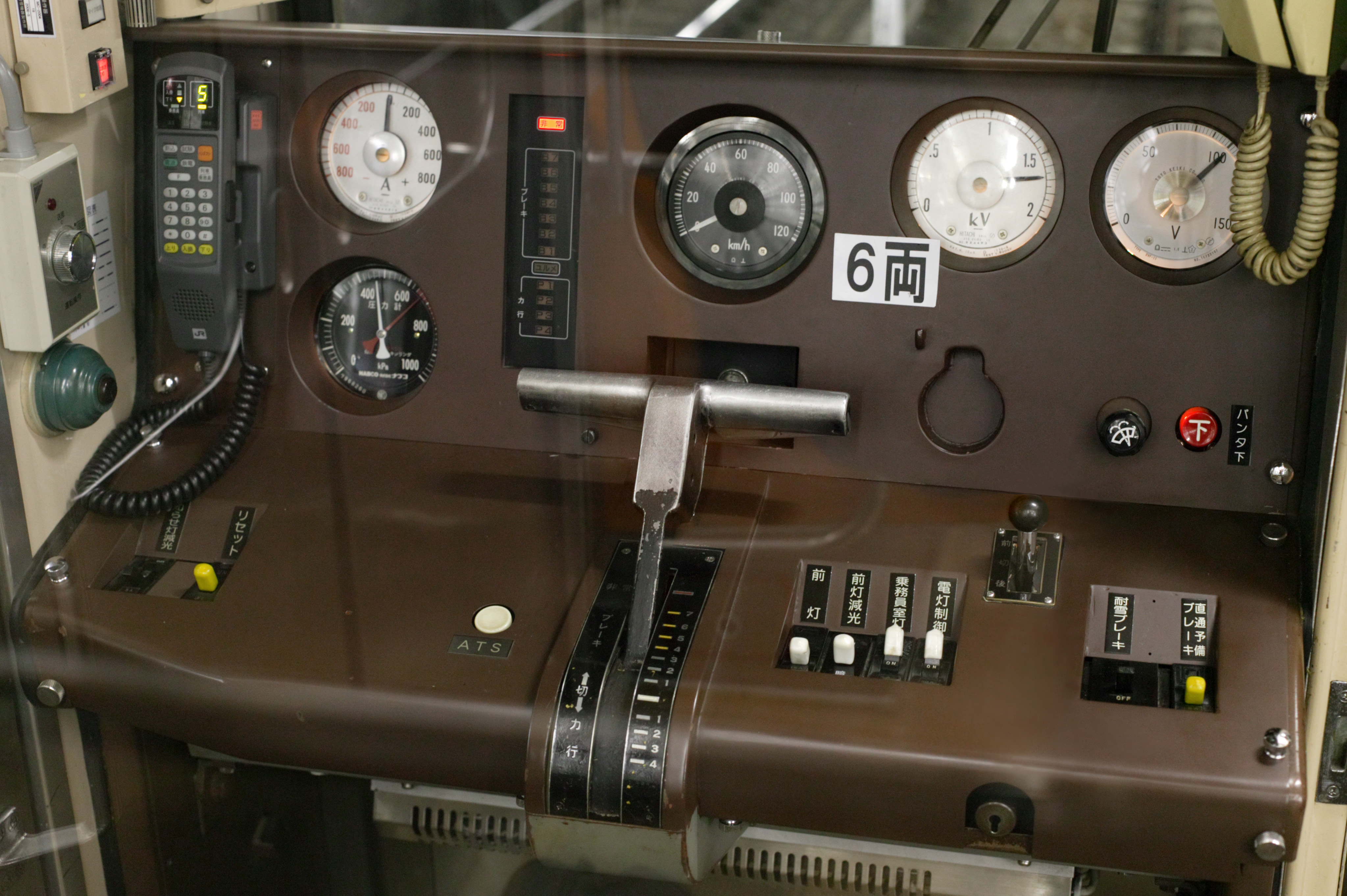
運転台コンソール （写真は伊豆急行クモハ8250形）
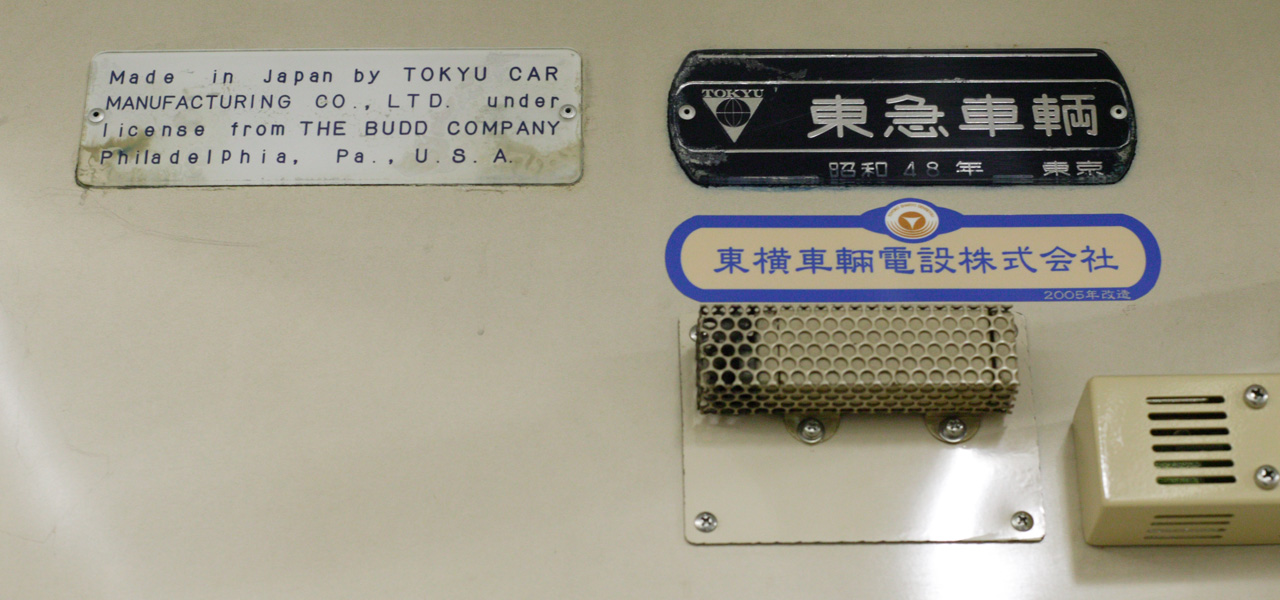
左上はバッドとの契約を示すプレート （伊豆急行クハ8000形）
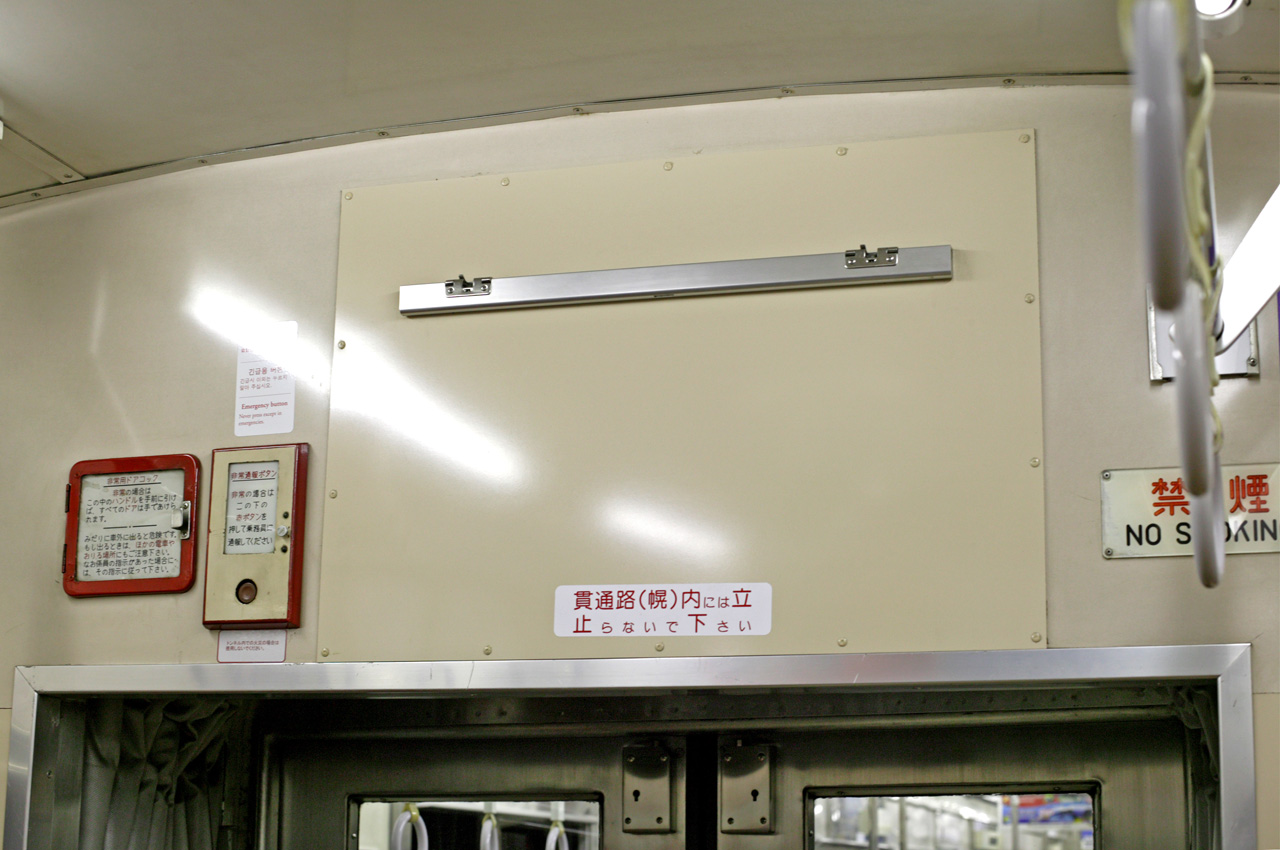
電照式自動広告装置の撤去跡 （伊豆急行クモハ8250形）

- 車両重量は基本的に新製当初から1980年代時点のものを示す。出典[17]。

### 形式
搭載機器は下記編成表参照。
クハ8000形（Tc1・Tc2）
制御車。奇数番号車が上り向き（Tc2）、偶数番号車が下り向き（Tc1）の先頭に連結される。奇数番号車には140 kVA出力の電動発電機（MG・2 - 5次車）または170 kVA静止形インバータ（SIV・1次車）を搭載する。
デハ8100形（M1）
デハ8200形とユニットを組む中間電動車。パンタグラフと制御装置を搭載する。
デハ8200形（M2）
デハ8100形とユニットを組む中間電動車。電動空気圧縮機・蓄電池・制御用の10 kVA-SIV等の補助機器類を搭載する。車両によっては2セット搭載する車両もあった。
サハ8300形（T）
付随車。一部の車両には冷房電源用の50 kVA-SIVを搭載する。東横線の編成を7両編成（4M3T） または8両編成 （5M3T） とするため、1980年 - 1982年に8両が製造された。その後、8両編成のMT比を6M2Tへ向上させるため、1985年から1986年にかけて全車デハ8200形へ改造されたため、短期間で形式消滅した。
デハ8400形（初代・M2）
1978年に製造された軽量ステンレス車体の試作車。後に、機能が同じデハ8200形に編入され形式消滅している（後述）。
デハ8400形（2代目・M）
1982年に製造された単独制御（1M方式）の電動車。パンタグラフと制御装置を搭載する。

### 製造区分
下記の製造区分表は8000系列（8000系・8500系・8090系）の製造区分から8000系（狭義187両）のみを抜粋したものである。記載のない次車（6次車以降）は8500系または8090系が製造されている。
|          |        | クハ8000 （Tc） | デハ8100 （M1） | デハ8200 （M2） | サハ8300 （T） | デハ8400 （M） | 備 考                                                              |
| -------- | ------ | --------------- | --------------- | --------------- | -------------- | -------------- | ------------------------------------------------------------------ |
| 1969年度 | 1次車  | 8001 - 8010     | 8101 - 8110     | 8201 - 8205     |                |                | 東横線5両編成5本 非冷房車                                          |
| 1970年度 | 2次    | 8011 - 8020     | 8111 - 8120     | 8206 - 8210     |                |                | 東横線5両編成4本冷房準備車 8019F5両編成1本冷房車                   |
| 1971年度 | 3次-1  | 8021 - 8028     | 8121 - 8128     | 8211 - 8214     |                |                | 東横線5両編成5本 冷房車                                            |
| 1971年度 | 3次-2  | 8029,8030       | 8129,8130       | 8215            |                |                | 東横線5両編成5本 冷房車                                            |
| 1972年度 | 4次    | 8031 - 8042     | 8131 - 8142     | 8216 - 8221     |                |                | 東横線5両編成6本 冷房準備車                                        |
| 1973年度 | 5次    | 8043 - 8052     | 8143 - 8147     | 8222 - 8230     |                |                | 田園都市線4両編成5本冷房車 （8227-8230は中間車の増備・冷房準備車） |
| 1974年度 | 6次    |                 |                 | 8231 - 8236     |                |                | 冷房準備車。以降は中間車の増備                                     |
| 1978年度 | 10次-1 |                 | 8148 - 8151     | 8237 - 8239     |                | （8401,8402）  | 8401,8402は軽量試作車 以降、新製冷房車                             |
| 1979年度 | 11次-1 |                 | 8152 - 8155     | 8240,8241       |                |                |                                                                    |
| 1979年度 | 11次-2 |                 |                 | 8242 - 8244     | 8301 - 8303    |                |                                                                    |
| 1980年度 | 12次-2 |                 |                 | 8245 - 8251     | 8304,8305      |                |                                                                    |
| 1980年度 | 12次-3 |                 | 8156 - 8161     |                 |                |                | 以降、軽量車体                                                     |
| 1981年度 | 13次   |                 |                 | 8252,8253       | 8306 - 8308    | 8401 - 8409    |                                                                    |
| 1984年度 | 16次-3 |                 |                 | 8256            |                |                |                                                                    |
| 1986年度 | 18次-2 |                 | 8169            |                 |                |                |                                                                    |

1. ↑  デハ8401,8402→デハ8281,8282→デハ8254,8255に改番。
2. ↑  サハ8301 - 8303はデハ8257 - 8259に改番。
3. ↑  サハ8304,8305はデハ8260,8261に改番。
4. ↑  サハ8306 - 8308はデハ8262 - 8264に改番。
5. ↑  デハ8401 - 8407はデハ8162 - 8168に改番。

## 増備による変更点
本系列の外観は一見すると画一的であるが、雨樋・屋根周辺処理・車側灯の形状・側面行先表示器の横幅の相違で、多様なバリエーションが存在する。
1次車では前面の貫通扉を囲う幌枠が角ばった形状であったが、2次車以降は角部分に丸みが付いたものとなる。

### 行先表示器
当初の行先表示器は前面が手動式、側面は小形の電照式の種別表示器であり、「快速・急行」のどちらかが点灯するもの（各停は消灯）であった。10次車より側面行先表示器が大型化され、1980年（昭和55年）より前面・側面ともに電動式の方向幕への改造・使用が開始された。当初は8500系編成から復帰した先頭車を両端に配した編成から実施され、それ以外の編成でも順次改造が進み、1985年（昭和60年）までに全車の電動化が完了した。
本系列に前面種別表示器はなく、急行運用時（東横線）には長方形の「急行板」を、通勤快速運用時（田園都市線）には丸形の「快速板」を車掌台側の前面窓下に掲出していた。運行番号の表示は車内の車掌台側前面窓に「運行番号札」を掲出していたが、1976年（昭和51年）末から手動式の運行番号表示器が新設された。

### ランボード
屋根仕上げは、1次車 - 12次車まで屋根布を貼り付ける方式であったが、13次車からは絶縁塗料による塗り屋根方式となる。
屋根端にはランボードが設置されており、1・2次車では集電装置横に短いものが設置されていた。新製冷房車となる3次車以降では車体全長にわたってランボードが設置された。屋根曲線の変更された軽量車（後述）では、1・2次車と同じく集電装置横に短いものが設置される。
1次車は冷房改造時に車体全長にわたって取り付け足のあるランボードが設置された。また、冷房装置キセはクハ8000形2次車では乗務員室に直接冷風を導くため、この箇所の冷房装置が510 mm乗務員室側に寄った変則配置であった。ただし、後年に冷房改造した1次車では均等な配置となった。

### 軽量試作車

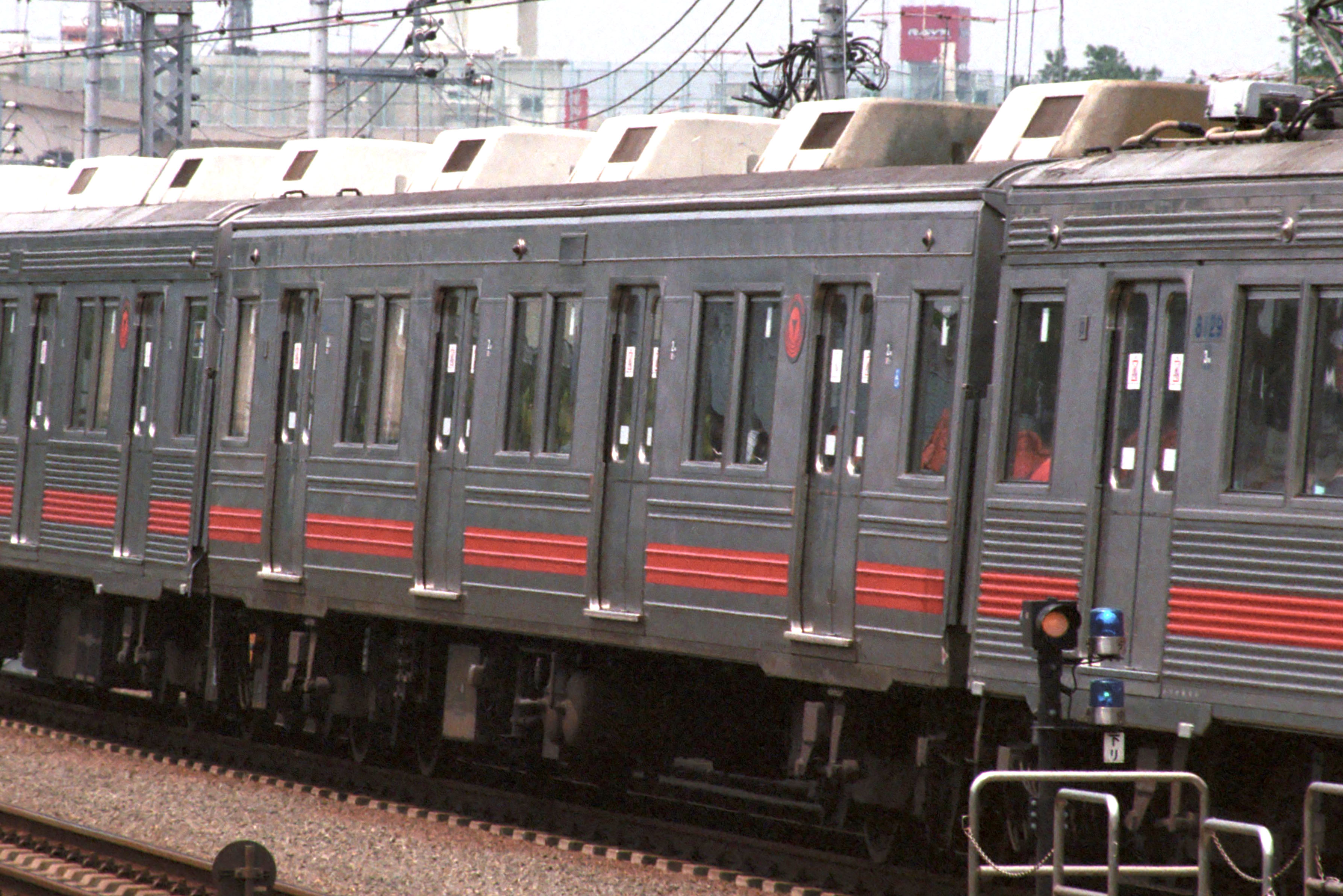
軽量ステンレス車体の試作車
（2003年7月12日 多摩川駅）

1978年（昭和53年）秋に、従来のステンレスカーよりもで約2.0 tの軽量化を図った「軽量ステンレスカー」の試作車が製造された。デハ8200形に相当する車両であるが、新形式としてデハ8400形8401・8402号を名乗った。
この2両は、側窓上と側窓下のコルゲート（歪＜ひずみ＞を目立たなくする波板）は廃止され、ビードプレス加工と呼ばれる平板に近い形状とし、外観見付けと清掃性を大幅に向上させた。車体に使用される部材の厚みを変更することで、重量の軽量化を図った。側面の雨樋は窓上から屋根と側板の接合部に、妻面は塩ビ管からステンレス角管とした。
屋根の曲線を5,000R→7,000Rに、屋根板と側板の接合部の曲線を500R→350Rに変更したほか、側板は下部を3,000Rの曲線で絞っている。ただし、客用ドア下部（クツズリ）を出っ張らせることで、従来車と同等の幅を確保している。側窓は、現物合わせで組み立てるものではなく、事前にアウトワークで組み立てた側窓ユニットを、車体に搬入して取り付ける合理的な方式とした。
車内は大きな変更点はないが、座席は出入口横までの長い8人掛けから7人掛けと短くして、出入口横の立ち席スペースを確保した。デハ8402は営業運転開始前に、東急車輌製造製の試作ボルスタレス台車（TS-1001形）の試験走行に使用された。
東横線の8027F・8029Fの2号車（渋谷寄りから2両目）に組み込まれ、編成が運用を離脱するまで不動であった。新造時はデハ8400形8401・8402号とされたが、1M車デハ8400形の製造に伴い8281・8282号に改番、さらに8090系の増備に伴い、8254・8255号に再改番された。1978年（昭和53年）末から営業運転に使用され、試験結果は2年後に量産車として8090系が製造されたほか、1981年（昭和56年）以降の増備車はコルゲート板ながら軽量構造が採用された。

### 軽量車
8090系の量産以降に製造された車両（12-3次車のデハ8100形と13次車以降）は、外見はそれほど変わらないものの、軽量ステンレス車体となった。屋根の断面形状と取り付け部の曲線が変更され（前項の8401・8402号と同じ）、屋根の絶縁材の範囲が狭まり、屋根肩の一部がステンレスむき出しとなった。しかし、編成美の関係から14次車以降は再び屋根肩にも絶縁加工が施された（本系列では8256・8169号のみ）。
- 当初は、扉間の座席を8人掛け、車端部の座席を4人掛けとしていたが、1980年製の車両からはそれぞれ7人掛けと3人掛けに変更され、踊り場スペースと1人あたりの座席幅が拡大されている。座席定員は以下のとおり[28]。

|                             |        | 座席長さ | 座席定員 | 1人当たりの幅 | 備考                     |
| --------------------------- | ------ | -------- | -------- | ------------- | ------------------------ |
| 1 - 12次車 （12次-2まで）   | 側扉間 | 3,350 mm | 8人掛け  | 419 mm        | このグループは非軽量車   |
| 1 - 12次車 （12次-2まで）   | 車端部 | 1,725 mm | 4人掛け  | 431 mm        |                          |
| 軽量試作車 12次-3・13次車   | 側扉間 | 3,010 mm | 7人掛け  | 430 mm        | 以降は軽量車体           |
| 軽量試作車 12次-3・13次車   | 車端部 | 1,555 mm | 3人掛け  | 518 mm        | 実際には3.5人掛けの長さ  |
| 16次車以降 （8256・8169号） | 側扉間 | 3,010 mm | 7人掛け  | 430 mm        |                          |
| 16次車以降 （8256・8169号） | 車端部 | 1,440 mm | 3人掛け  | 480 mm        | 図面上では1,455 mmの長さ |

## 改造工事

### 8500系組込み改造
- 一時期、8500系の新造両数を抑制するために田園都市線の同系に組み込まれて運用されていた車両が存在した。中間車の代用として使用された先頭車両（8033 - 8044）には晩年まで貫通幌を取り付けていたボルトの跡が残っていた（更新車は撤去）ほか、8033 - 8042には半蔵門線用の誘導無線アンテナ設置跡があった[29]。これらは後に東横線などの8000系編成に復帰している。逆に8043F - 51Fの5両編成化当初、8500系のデハ8700形がデハ8100形の代わりに組み込まれていた[30]。

### 冷房化改造
- 前述の冷房装置の項目を参照。

### GTO界磁チョッパ試験
1983年（昭和58年）7月からデハ8161号の界磁チョッパ装置を従来の逆阻止サイリスタからGTOサイリスタを使用した機器に取り替え、試験が実施された。試験結果は、8000系16次車（編成車のみ）・17次車以降に反映された。

### 台車交換
クハ8000形の台車のみ軸バネを省略したパイオニアIIIタイプのPIII-708形台車であったが、乗り心地の向上を目的として1990年 - 1993年に電動車に準じたTS-815F形に交換された（前述の台車項目）。

### 補助電源装置
東横線用の8000系では1990年代に入り、電源装置の集約化を目的にクハ8000形のMGと6号車のデハ8200形に搭載した170 kVAのSIVに統一し、従来の10 kVA SIVはすべて撤去されている。
8031Fのクハ8031号車は2001年（平成13年）に当時国内最大容量の250 kVAのIGBT SIVを試験的に搭載した。この結果を元に新5000系において同タイプのSIVが正式に採用された。

### 室内更新

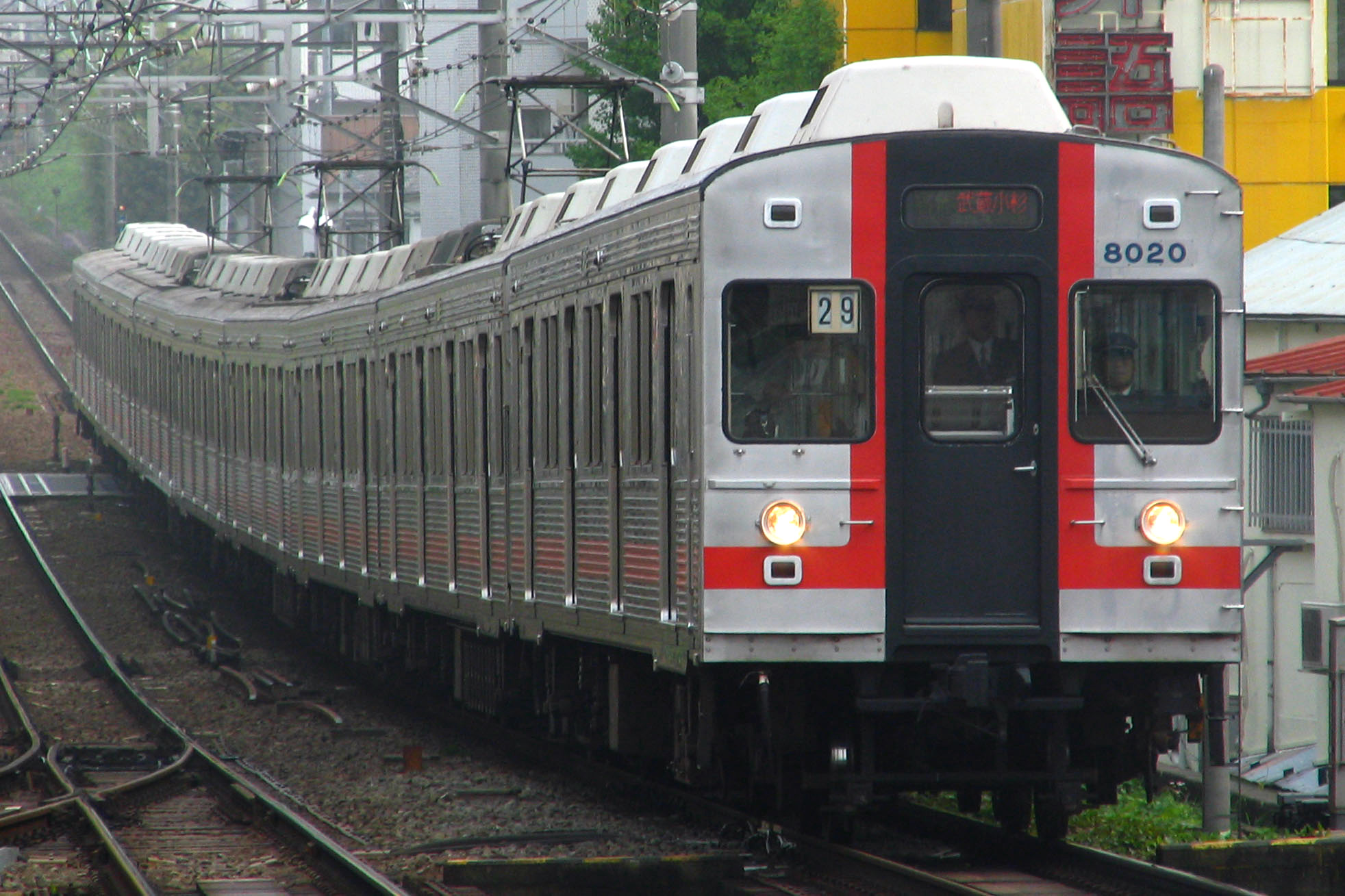
8000系更新車
（2007年6月7日 自由が丘駅）

東横線所属編成を対象に行われ、1992年から1997年までに11編成が施工された。
- 更新編成の全車両に実施された改造
  - 前面の配色を中央が黒・その両隣にL字形の赤帯という独特なものに変更、側面の低い位置に赤帯を追加[33]（最初の8021F・8023Fは通常配色で出場し、更新後の1993年に変更。更新車の正面の赤黒配色は歌舞伎の隈取〈くまどり〉に似ていることから、「歌舞伎塗装」とも呼ばれる[34]）。この意匠は後の7700系池上線用ワンマン対応編成や更新後の7600系にも受け継がれたが、2018年11月の7700系引退により東急線内の営業編成で歌舞伎塗装を見ることはできなくなった。
  - 種別・行先表示器のLED化（1993年8月更新の8019Fから）
    - 1992年度に更新した8021F・8023Fは字幕式のまま（前面は英文字入りに交換）であったが、8023Fは前面のみLEDへ交換されている[35]。
    - 1994年3月更新の8011F・8017F・8019Fは前面にドットの粗いLEDを使用していたが特急運転が開始される2001年3月改正を機にドットの細かいものに交換されている。
    - 未更新編成も1999年に実施。

  - 腰掛けの表地を2000系と同様の花柄に交換（同上）
    - 汚れが目立つため、1995年8月更新の8011F・8017F・8019F・8025F・8031Fで終了し[36]、交換した車両もその後元のマルーンとオレンジに戻された。

  - 東横線 渋谷～菊名CS-ATC化に伴う準備として運転台を交換。交換前は黒地で低い場所に運転台があったがCS-ATC対応ではなかったため、7600系・7700系等と同様の高運転台とし、速度計にATC信号が表示されるタイプとなった。

- 更新編成中の1979年以前（10次車以前）に製造された車両に実施された改造
  - 車体の点検補修
  - 側窓のサッシレス化かつガラスの肉厚化（3 mm→5 mm）並びに妻窓の固定化
  - 室内化粧板の交換
  - 車椅子スペースを2・7号車に設置
    - 更新対象外だった8043F2号車デハ8252と未更新編成も後に設置

  - 腰掛を短縮してドア脇スペースを確保（ドア間8→7人掛け、車端部4→3人掛け）
  - ドア間の腰掛けを仕切り板とポールで3人掛けと4人掛けに分割して定員を明確化
  - 腰掛け幅を420 mmから440 mmに拡大

また大井町線には、外観はそのままに早期の廃車を見越して東横線の車両よりも更新内容を簡略化（座席定員が原型のままなど）した簡易的な更新車が4編成（8001F・8003F・8005F・8047F）存在した。
- 大井町線所属編成に実施された改造
  - 室内化粧板の交換（乗務員室内は除く）
    - 化粧板の模様は8500系に施工されたものと同一

  - 車椅子スペースを4号車に設置
    - 未更新編成も後に設置している。

## 運用

### 定期列車
東横線では8090系導入以降、ダイヤが乱れた時以外は基本的に各駅停車運用だったが、2001年3月28日のダイヤ改正で全系列が共通運用になると特急・急行にも多く使用された。なお、特急運行開始直後にはそれを記念してかつての急行表示板を掲出していた所に青地に桜をデザインした「特急」マークを期間限定で掲出していた。
2003年（平成15年）3月19日ダイヤ改正に伴うLED式行先表示器のROM交換では、書体が明朝体から視認性に優れたゴシック体に変更された。字幕式行先表示の車両では方向幕の交換が実施された。
2001年（平成13年）より廃車が開始され、東横線では2006年（平成18年）9月25日のダイヤ改正からは平日ラッシュ時のみの運行となっていた。
大井町線の車両は、こどもの国線の多客時や同線専用の7000系の検査時に臨時で同線の運用に入ることがあった。主に「こどもの国」の行先表示幕を持つ8001F・8003F・8005F・8049F・8051Fが使われ、運用時には先頭車の前面に「こどもの国」のシンボルマークが掲出された。また、着雪防止のためにパンタグラフがシングルアーム式に変更されていた（廃車直前に通常の菱形パンタグラフに戻された車両も存在した）。

### 特別な運行
前述したが、過去には8500系に組み込まれていた車両も存在した。中間車代用として組み込まれたクハ8000形は、貫通扉と乗務員扉で運転台を締め切り、隣の車両との通り抜けが可能だった。
その他、1987年と1988年の夏に大井町線の8001F - 8005Fと東横線の8011F - 8015Fとで上り方制御車のみ交換されたことがある。このうちクハ8011は1988年夏季にこどもの国線にも入線した。
東横線の8007Fは、2005年6月24日より前面赤帯・側面無帯から伊豆急行譲渡車と同一の伊豆急カラーとなり、臨時急行列車「伊豆のなつ号」として翌7月2日から24日までの土・日曜日（17日は除く）に東横線と乗り入れ先のみなとみらい線で運転された（詳細は伊豆のなつ号を参照）。その後伊豆急行には譲渡されず、インドネシアのPT Kereta Apiに、伊豆急カラーのままで売却された。
さらに同月からは東横線の8039Fが先頭車前面の赤帯を撤去するとともに、前面行先表示器をLED式から先に運用終了した8021Fの発生品である幕式への交換（側面はLED式のまま存置）、優等列車で運用する際の通過標識灯（急行灯）点灯など、登場時に近い形に復元されて運行された。その8039Fも2007年6月22日に定期運用を離脱し、それを記念して同月30日と7月1日にイベント列車「リバイバル急行8000系号」として運転した。このイベント列車のために、先頭車前面左側への「急行」プレートの装着や過去に存在していた「渋谷」「急-渋谷」「元住吉」のほか、過去の運転時には実在しなかった白地に黒字の「元町・中華街」や赤地に白字の「急-元町・中華街」と表記された前面行先表示が用意され、クハ8039の前面窓ガラス支持Hゴムは白に近い色のペイントがなされるとともに、車内には8000系の歩みを振り返るポスターが掲出された。この表示はイベント列車としての運用終了後に「急行」プレートを「8000 Thank You!」と表記された特製プレートに交換して元住吉検車区に入庫した後、通常の表示に戻された（リバイバル急行8000系号（東急電鉄））。その後長津田検車区に回送され、同月11日に鷺沼車両基地に疎開回送され、同年8月12日に再び長津田検車区に回送、そして同月17日に長津田車両工場に回送された後、PT Kereta Apiに売却された。
東横線に残った8019Fについては、2007年12月17日・18日に「さようなら8019F 1971-2007」（クハ8019）・「8019F引退 1971-2007」（クハ8020）と表記されたヘッドマークを掲出して運用に就き、18日をもって営業運転を終了した。その後、27日には長津田車両工場へ回送された。
もう1本の8017Fは、2007年12月以降急行運用に入る際には「急行」プレートを装着して運行された。また、2008年1月1日・2日には新年を記念して土休日ダイヤにおいて運行され、前面には「元旦（1日）・賀正（2日）」（クハ8017）・「謹賀新年」（クハ8018）と表記されたプレートを装着して運転された。これは日中特急指定運用の17運行において運転されたが、両日とも14時台に車両交換により運転を終了している。
そして同年1月13日に、臨時特急としてさよなら運転が実施された。（8000系さよなら運転（東急電鉄））。この際には、先頭車前面の行先表示器はLED式から幕式に交換され、過去に存在しなかった特急運転開始時のデザイン（全体が橙地に白字）の「特急 元町・中華街」表記が用意された。また、通過標識灯が点灯されたほか、「ありがとう8000系」（クハ8017）、「8000系 さようなら 1969-2008」（クハ8018）と表記されたヘッドマークも掲出された。運行番号は「39」であった。車内には8000系の歩みのほか、ヘッドマークの製作状況を記載したポスターが掲出された。そして、同月23日に先頭車前面の行先表示器を幕式からLED式に戻し、長津田車両工場へ回送された。これをもって東横線・みなとみらい線での8000系の旅客営業運転を終了した。

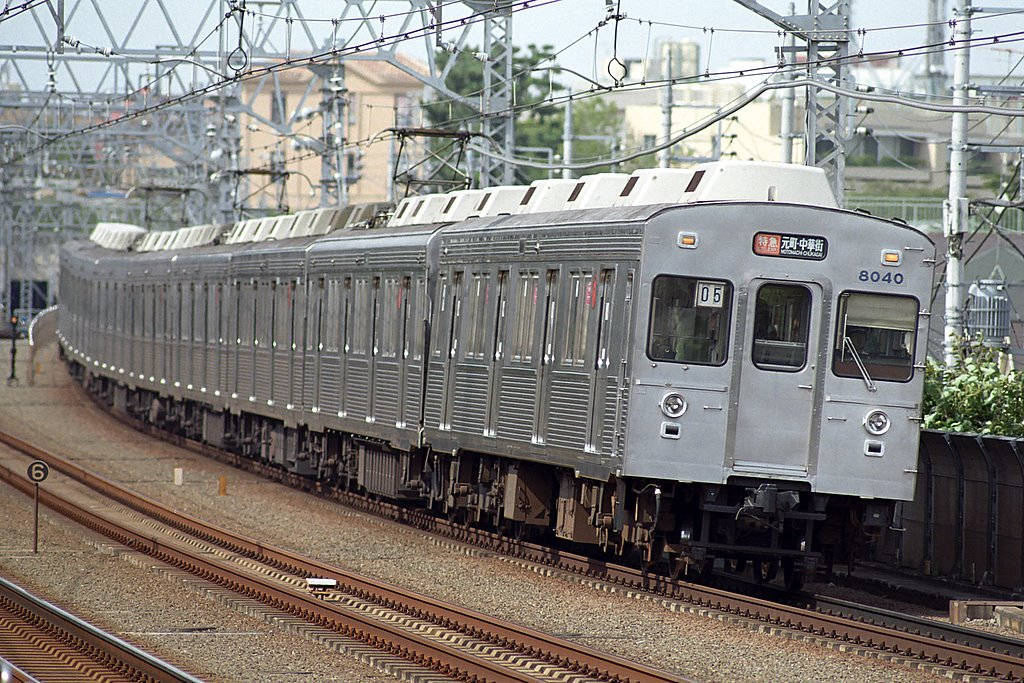
前面赤帯無しの8039F 2・4・7号車（写真左から）は車体断面の異なる12-3次の軽量構造車
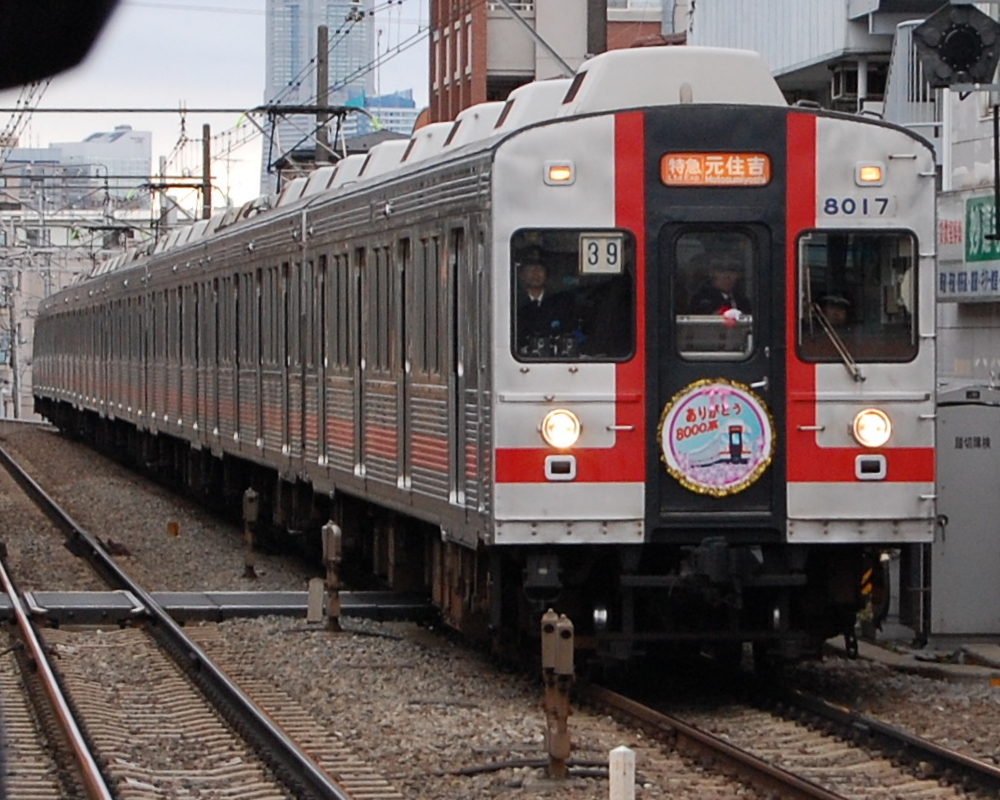
8017Fさよなら運転 （渋谷方）
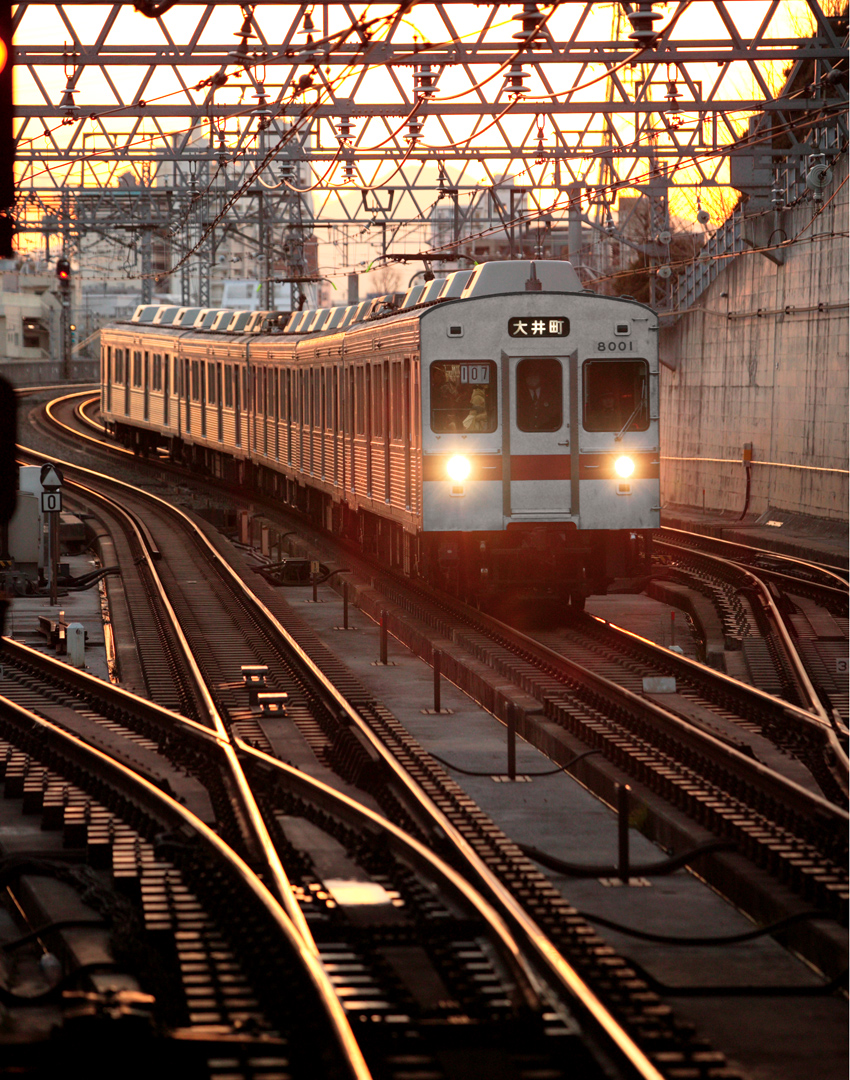
大井町線の8001F

## 末期の編成表

### 東横線
|          | ← 渋谷桜木町・元町・中華街 → | ← 渋谷桜木町・元町・中華街 → | ← 渋谷桜木町・元町・中華街 → | ← 渋谷桜木町・元町・中華街 → | ← 渋谷桜木町・元町・中華街 → | ← 渋谷桜木町・元町・中華街 → | ← 渋谷桜木町・元町・中華街 → | ← 渋谷桜木町・元町・中華街 → | 運用離脱時期    | 概要・備考                       |
| 号車     | 1                            | 2                            | 3                            | 4                            | 5                            | 6                            | 7                            | 8                            | 運用離脱時期    | 概要・備考                       |
| 形式     | クハ8000                     | デハ8200                     | デハ8100                     | デハ8200                     | デハ8100                     | デハ8200                     | デハ8100                     | クハ8000                     | 運用離脱時期    | 概要・備考                       |
| 搭載機器 | MG or SIV                    | CP                           | P,CONT                       | CP                           | P,CONT                       | CP,SIV                       | P,CONT                       |                              | 運用離脱時期    | 概要・備考                       |
| 車号     | P8007                        | P8245                        | P8107                        | P8260                        | P8137                        | P8204                        | P8108                        | P8008                        | 2005年7月24日   | 最終運用は「伊豆のなつ号」       |
| 車号     | X8009                        | X8242                        | X8109                        | X8257                        | X8139                        | X8205                        | X8110                        | X8010                        | 2004年4月6日    |                                  |
| 車号     | I8011                        | X8227                        | I8111                        | X8220                        | X8133                        | X8206                        | I8112                        | I8012                        | 2004年1月30日   |                                  |
| 車号     | I8013                        | X8228                        | I8113                        | X8221                        | X8134                        | X8207                        | I8114                        | I8014                        | 2006年9月13日   |                                  |
| 車号     | I8015                        | X8229                        | I8115                        | X8222                        | X8135                        | X8208                        | I8116                        | I8016                        | 2006年8月29日   |                                  |
| 車号     | I8017                        | X8230                        | X8117                        | X8235                        | I8136                        | X8209                        | I8118                        | X8018                        | 2008年1月13日   | 東横線さよなら運転編成           |
| 車号     | I8019                        | X8232                        | X8119                        | X8236                        | I8138                        | X8210                        | X8120                        | X8020                        | 2007年12月18日  | 最終運用時はヘッドマーク取り付け |
| 車号     | I8021                        | X8233                        | I8121                        | X8217                        | X8140                        | X8211                        | I8122                        | X8022                        | 2005年3月24日   |                                  |
| 車号     | I8023                        | X8234                        | I8123                        | X8262                        | X8141                        | X8212                        | I8124                        | I8024                        | 2005年3月4日    |                                  |
| 車号     | I8025                        | X8237                        | I8125                        | P8263                        | P8142                        | P8213                        | I8126                        | X8026                        | 2005年5月24日   |                                  |
| 車号     | X8027                        | X8254                        | X8127                        | X8264                        | X8143                        | X8214                        | X8128                        | X8028                        | 2003年3月4日    |                                  |
| 車号     | I8029                        | X8255                        | I8129                        | X8219                        | X8162                        | X8215                        | I8130                        | I8030                        | 2004年1月31日   |                                  |
| 車号     | I8031                        | X8231                        | X8131                        | X8256                        | X8169                        | X8216                        | I8132                        | X8032                        | 2005年2月24日   |                                  |
| 車号     | I8033                        | X8243                        | X8152                        | X8258                        | X8165                        | X8240                        | I8153                        | I8034                        | 2004年1月29日   |                                  |
| 車号     | I8035                        | X8250                        | X8160                        | X8259                        | X8163                        | X8241                        | I8155                        | X8036                        | 2004年1月30日   |                                  |
| 車号     | I8037                        | X8246                        | X8156                        | X8261                        | X8166                        | X8247                        | I8157                        | X8038                        | 2004年1月30日   |                                  |
| 車号     | P8039                        | P8248                        | P8158                        | P8218                        | P8164                        | P8249                        | P8159                        | P8040                        | 2007年7月1日    | 赤帯撤去編成                     |
| 車号     | X8041                        | X8244                        | X8154                        | X8238                        | X8148                        | X8251                        | X8161                        | X8042                        | 2001年6月 - 7月 |                                  |
| 車号     | I8043                        | X8252                        | I8150                        | X8239                        | X8149                        | X8253                        | I8151                        | I8044                        | 2004年4月2日    |                                  |

1. ↑  定期運用離脱は同年1月7日
2. ↑  定期運用離脱は同年6月22日

### 大井町線・田園都市線
|          | ← 大井町二子玉川・鷺沼 → | ← 大井町二子玉川・鷺沼 →    | ← 大井町二子玉川・鷺沼 → | ← 大井町二子玉川・鷺沼 → | ← 大井町二子玉川・鷺沼 → | 運用離脱時期  | 概要                   |
| 号車     | 1                        | 2                           | 3                        | 4                        | 5                        | 運用離脱時期  | 概要                   |
| 形式     | クハ8000                 | デハ8400 デハ8100           | デハ8200                 | デハ8100                 | クハ8000                 | 運用離脱時期  | 概要                   |
| 搭載機器 | MG or SIV                | (8400) P,cont (8100) P,Cont | SIV,CP×2                 | P,CONT                   |                          | 運用離脱時期  | 概要                   |
| 車号     | X8001                    | X8409                       | X8201                    | X8102                    | X8002                    | 2008年2月22日 |                        |
| 車号     | P8003                    | P8103                       | P8202                    | P8104                    | P8004                    | 2005年11月1日 |                        |
| 車号     | X8005                    | X8408                       | X8203                    | X8106                    | X8006                    | 2006年3月11日 | ドア誤作動事故発生編成 |
| 車号     | X8045                    | X8167                       | X8223                    | X8144                    | X8046                    | 2003年4月     |                        |
| 車号     | X8047                    | X8168                       | X8224                    | X8145                    | X8048                    | 2003年2月     |                        |
| 車号     | I8049                    | X8105                       | X8225                    | X8146                    | X8050                    | 2003年5月     |                        |
| 車号     | X8051                    | X8101                       | X8226                    | X8147                    | X8052                    | 2003年2月     |                        |

| 凡例 - 一番上の段：形式 - 上から2段目：搭載機器など - CONT：1C8M―ユニット式制御器（2両分8個のモーターを制御） - Cont：1C8M―片ユニット式制御器（自車分4個のモーターのみを制御・他車を制御する能力もある） - cont：1C4M―単独制御器（自車分4個のモーターのみを制御・他車を制御する能力はない） - P：パンタグラフ - CP：空気圧縮機 - 車両番号のスタイルが0123の車両：更新車 - 枠内の色・記号：状態 - 水色(I)：廃車後伊豆急行へ譲渡 - 緑色(P)：廃車後PT. Kereta Api（インドネシア鉄道会社）へ売却 - 灰色(X)：廃車後解体済 |

## 他鉄道事業者への譲渡・売却

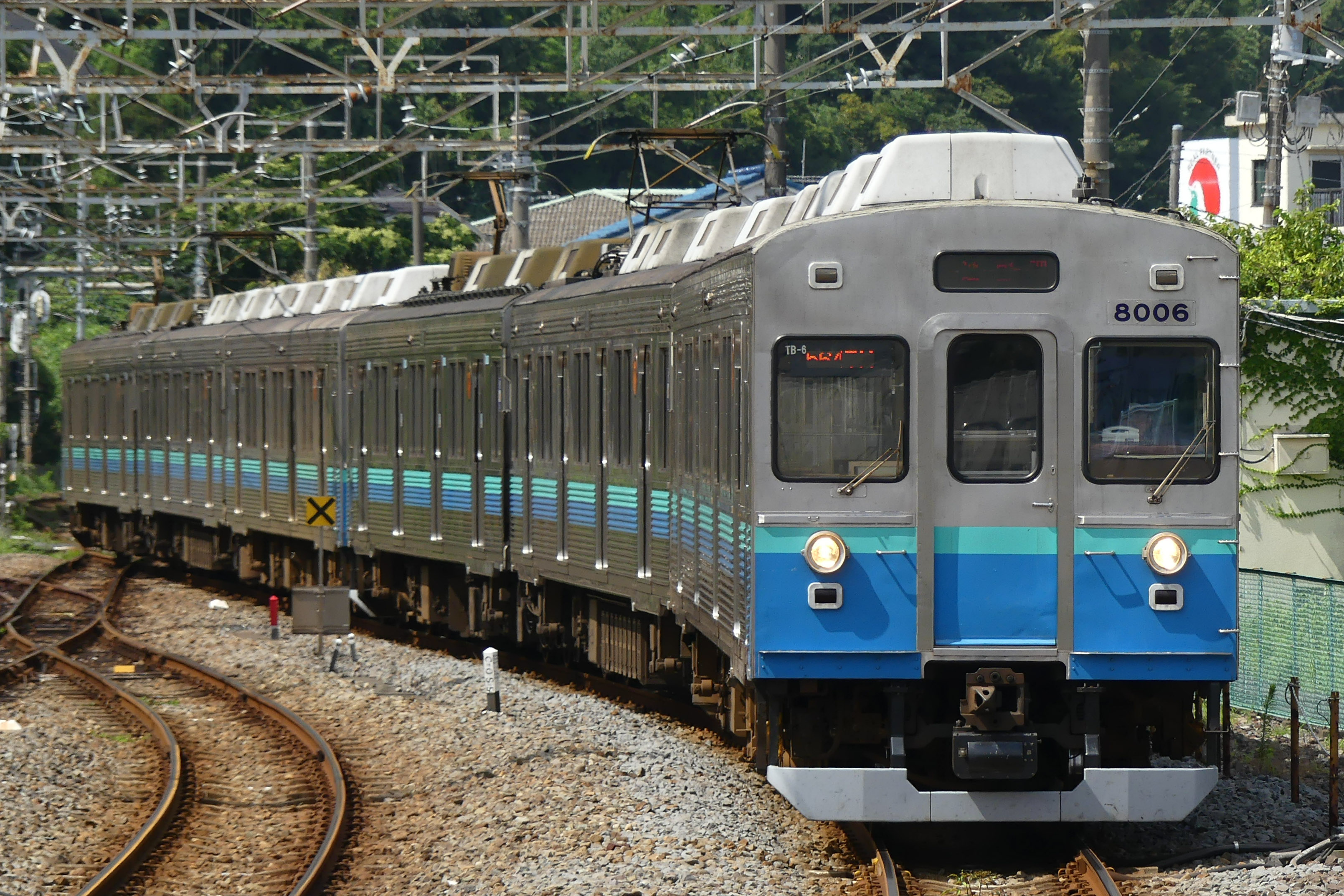
伊豆急行へ譲渡された8000系
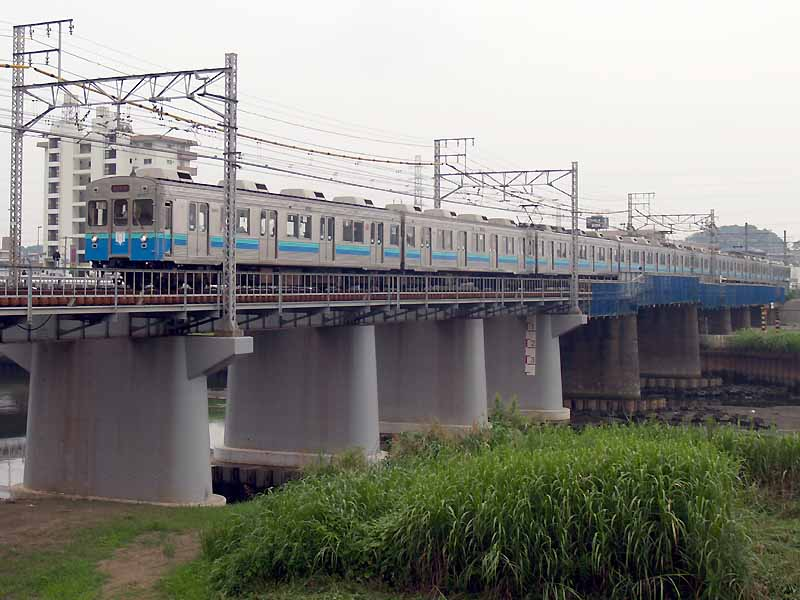
伊豆急カラーの8007F
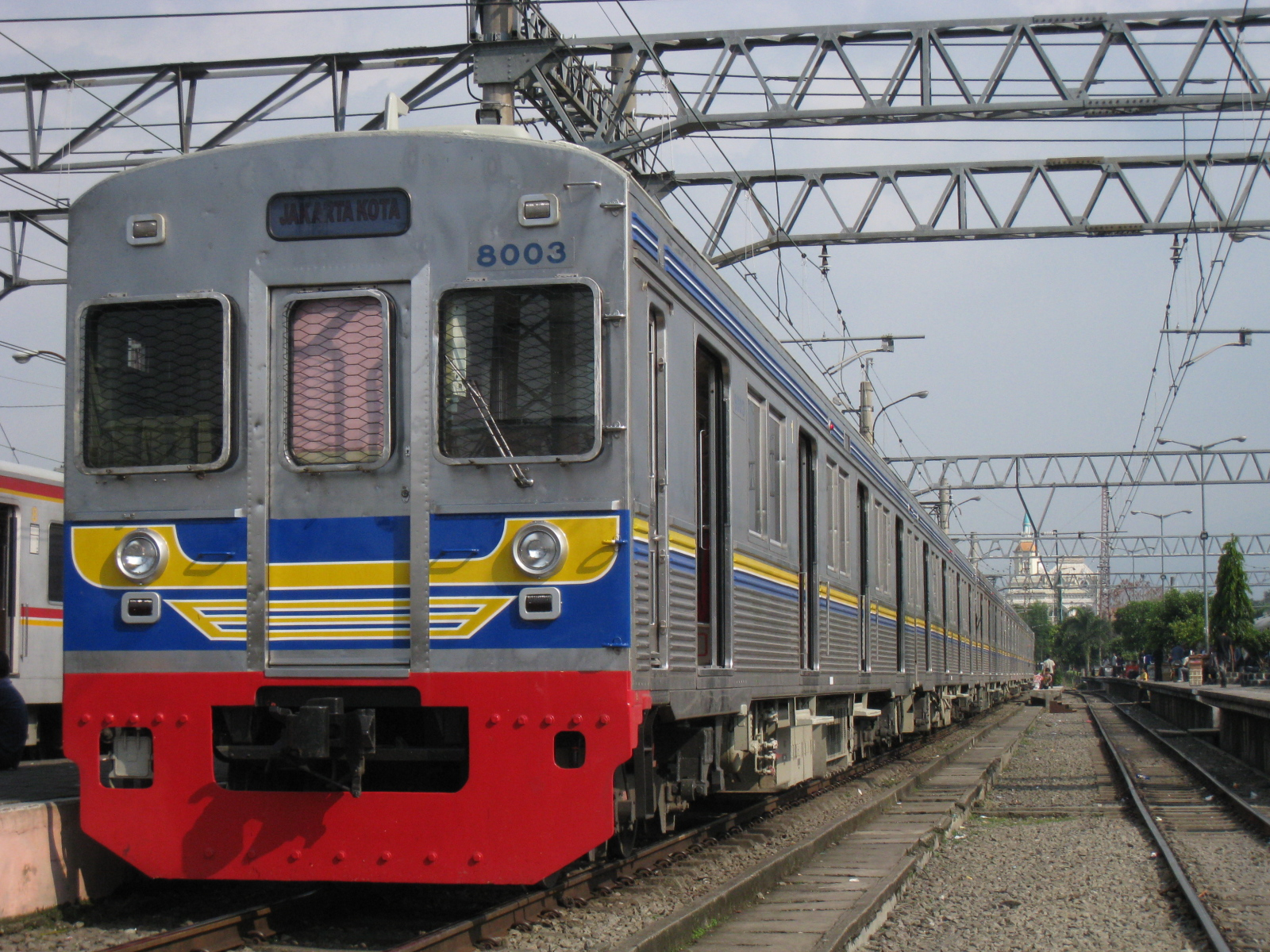
インドネシアへ譲渡された8003F

本系列の運用離脱車は、当初売却交渉の難航や廃車体の留置スペース不足から解体されていたが、2004年以降になって一部車両が譲渡・売却されている。
- 伊豆急行

- 2004年度から8000系（系列名はそのままで車両番号を8001 - に振り直し）として譲渡が開始され、2009年度までに45両が譲渡され、200系全車と塩害により老朽化した2100系（リゾート21）の1･2次車を置き換えた。当初は2100系3次車も置き換え対象とされていたので50両が伊豆急行へ譲渡される予定だったが、伊豆急行側が車両の導入計画を変更して2100系3次車の廃車を見合わせたため、5両の8000系が改造を受けることなく長津田工場から解体・搬出された。
- 8049は、8500系の8723と組んで2両編成化の試作車として2004年11月に先行改造されていた。その後地方鉄道会社への展示会に使用された後、翌2005年7月 - 9月に追加改造が行われた上で伊豆急行へ譲渡された。

- PT. Kereta Api（現.PT Kereta Commuter Indonesia）

- 2005年度に8両編成2本がインドネシアの鉄道会社「PT. Kereta Api」へ売却され、首都ジャカルタ近郊の通勤電車で使用されている。このうち1本は上記の「伊豆のなつ号」で使用された8007Fをそのままの外装で、もう1本(8003F)は現地で窓上黄帯・窓下黄帯+赤帯・前面窓下「黄帯の中に細い赤帯」という外装に変更されて、それぞれ使用されている。東急のCIマークはPT Kereta Apiのものに貼り替えられたが、車両番号は東急時代と変更がなく、車体に取り付けられた車番表記プレートもそのまま使用されている。なお、現地でもtokyu8000といわれている。
- 現地では以前、冷房付きであることから、Ekspres（急行）やEkonomi AC（エアコン普通）として使用されていたが、現在は冷房付各駅停車「Commuter Line」に使用されている。車内はほぼ原形のままだが、外部は障害物対策で前面下部にオレンジ色のスカート（排障器）が、投石対策で側面窓ガラスに飛散防止フィルムが、前面窓ガラスに金網が、低床ホームからの乗降対策で側面にドアステップがそれぞれ取り付けられている。